# Théodore Gabras
Pour les articles homonymes, voir Gabras.
Théodore Gabras (en grec : Θεόδωρος Γαβρᾶς) est un thémarque byzantin du pays du Pont, gouvernant le thème de Chaldée ou son équivalent. Il est impliqué dans une rébellion mineure et infructueuse contre l'empereur Alexis Ier Comnène vers l'année 1091. C'est aussi un martyr de l'Église orthodoxe, célébré le 2 octobre.

## Biographie

### Jeunesse
Théodore est originaire du thème de Chaldée et il passe la plus grande partie de sa vie au sein de l'armée byzantine. C'est un homme violent et énergique qui a acquis un grand prestige comme soldat, à la fois courageux et rusé, et auteur de nombreux succès. Il semble qu'il ait connu peu d'échecs comme militaire, prenant systématiquement le dessus sur ses adversaires. Dès 1067, il détient les titres de patrice, de topoteretes et d'hypatos. Son plus grand accomplissement est la reconquête de Trébizonde prise par les Seldjoukides dans les années 1080. Il la gouverne alors comme un prince quasi indépendant.
À la fin des années 1080, Théodore est de nouveau à Constantinople, sous le contrôle d'Alexis Ier. Dans le but d'éviter qu'il ne se rebelle, il le nomme dux de Trébizonde. Toutefois, Jean-Claude Cheynet estime que cette nomination est plutôt une récompense de ses succès contre les Turcs. Théodore laisse alors son fils aîné Grégoire à la cour avec le sébastocrator Isaac Comnène, dont la fille est promise à Grégoire.
Peu après la mort de sa première femme, Théodore se marie de nouveau en 1091 avec une femme noble issue de l'Alanie et cousine de la femme d'Isaac Comnène. Selon Cyril Toumanoff, cette femme est la princesse bagratide Marie Bagration, la fille du roi de Géorgie Bagrat IV et la sœur de la princesse byzantine Marie d'Alanie. Dès que cette union est connue, le mariage prévu entre Grégoire et la fille d'Isaac Comnène est annulé car ils devenaient des parents trop proches pour être unis, selon les lois civiles et ecclésiastiques. Toutefois, Alexis s'inquiète de la réaction de Théodore. De ce fait, il garde Grégoire comme otage à la cour, pour s'assurer de l'obéissance de Théodore.

### Défiance envers AlexisIer
En 1091, Théodore revient dans la capitale et demande que son fils lui soit rendu. Alexis justifie son refus en affirmant qu'il a pour projet de le marier à l'une de ses filles. Toutefois, Théodore Gabras ne le croit pas et met en place un plan pour secourir son fils et lui assurer un retour discret et sûr à Trébizonde. Il accepte tout d'abord de renoncer à sa demande puis, au moment de partir, il dîne avec le sébastocrator Isaac avec qui il est désormais parent du fait de son deuxième mariage. Il le prie alors de lui accorder un jour supplémentaire avec son fils, ce qu'Isaac accepte. Le jour suivant, il demande à Grégoire s'il veut l'accompagner à Sosthenium, où il entend établir son camp. Malgré la réticence des gardiens, Théodore parvient à amener son fils jusqu'au port de Pharus où il embarque sur un navire marchand pour fuir par la mer Noire.
Cet acte de rébellion pousse Alexis à réagir. Il envoie une escadre rejoindre Théodore avec l'ordre de ramener Grégoire à Constantinople. Ils rattrapent le navire près de la ville d'Aeginus et informent Théodore que s'il refuse de remettre son fils, il serait arrêté comme rebelle. Théodore Gabras est alors encore loin de Trébizonde et en infériorité numérique. Il accepte donc de se soumettre et permet aux hommes d'Alexis de récupérer Grégoire tandis qu'il poursuit sa route vers Trébizonde. Grégoire tente par la suite de s'évader à nouveau mais il est démasqué puis emprisonné à Philippopolis.

### Fin de sa vie
En dépit de ses frictions avec l'autorité impériale, Théodore Gabras continue à occuper des fonctions importantes, combattant les Turcs dans le cadre des reconquêtes byzantines permises par la première croisade. Alors que les Croisés assiègent Antioche, il marche aux côtés d'Alexis, participant à la reprise de villes de l'Asie Mineure. Ainsi, il joue un rôle important dans la prise de Baiberdon. C'est au cours de ces campagnes, en 1099, près d'Erzurum, qu'il est capturé puis tué par les Danichmendides.
Son fils Constantin Gabras lui succède comme dux de Chaldée.